# Kyphocotis claudenda
Kyphocotis claudenda är en insektsart som beskrevs av Walker 1858. Kyphocotis claudenda ingår i släktet Kyphocotis och familjen dvärgstritar. Inga underarter finns listade i Catalogue of Life.